# Wydział Zarządzania Uniwersytetu Warszawskiego
Wydział Zarządzania Uniwersytetu Warszawskiego (WZ UW) – jeden z dwóch wydziałów Uniwersytetu Warszawskiego kształcących w kierunku nauk ekonomicznych.

## Historia
Wydział powstał w 1977. Ma on genezę w utworzonym w 1972 Instytucie Zarządzania Uniwersytetu Warszawskiego, zorganizowanym z inicjatywy wybitnych polskich naukowców, którzy widzieli konieczność rozwoju tej nauki w Polsce. Do ich grona należą między innymi prof. dr hab. Zygmunt Rybicki, prof. dr hab. Jerzy Więckowski oraz prof. dr hab. Kazimierz Ryć. W 1974 nazwa instytutu została zmieniona na Instytut Organizacji i Kierowania Uniwersytetu Warszawskiego i Polskiej Akademii Nauk. Na bazie tego instytutu w 1977 powstał Wydział Zarządzania. W 1986 uruchomione zostały studia podyplomowe w Płocku.
Wraz ze zmianą ustroju ewoluował również wydział. W 1990 powstało Międzynarodowe Centrum Zarządzania, które od roku 1991 do roku 2013 prowadziło wraz z University of Illinois (USA) jedne z najbardziej prestiżowych studiów MBA w Polsce. Od roku 2013 MCZ prowadzi studia Executive MBA samodzielnie. W roku 2000 został uruchomiony International Business Program, dwuletnie studia magisterskie prowadzone w całości po angielsku. W 2002 został oddany do użytku nowy budynek wraz z salą sportową, a w 2004 i 2005 zostały wyremontowane dwa stare budynki typu Lipsk.

## Władze[1]
- prof. dr hab. Grzegorz Karasiewicz – Dziekan
- dr hab. Marcin Żemigała, prof. UW – Prodziekan ds. nauki i relacji
- dr hab. Monika Skorek, prof. UW – Prodziekan ds. studenckich i jakości kształcenia
- dr hab. Igor Postuła, prof. UW – Prodziekan ds. rozwoju
- dr hab. Katarzyna Dziewanowska, prof. UW – Prodziekan ds. współpracy międzynarodowej
- dr Tomasz Ludwicki – Dyrektor MBA i kształcenia podyplomowego

## Struktura
- Katedra Gospodarki Narodowej
- Katedra Finansów i Rachunkowości
- Katedra Marketingu
- Katedra Prawnych Problemów Administracji i Zarządzania
- Katedra Systemów Informacyjnych Zarządzania
- Katedra Przedsiębiorczości i Systemów Zarządzania
- Katedra Teorii Organizacji i Zarządzania
- Katedra Systemów Finansowych Gospodarki
- Katedra Psychologii i Socjologii Zarządzania
- Samodzielny Zakład Badań Operacyjnych Zarządzania
- Samodzielny Zakład Europejskiego Prawa Gospodarczego

- Samodzielny Zakład Innowacji Rynkowych i Logistyki
- Samodzielny Zakład Metod Matematycznych i Statystycznych Zarządzania
- Zakład Zarządzania Strategicznego i Międzynarodowego
- Centrum Przedsiębiorczości
- Centrum Studiów Antymonopolowych i Regulacyjnych (CARS)
- Centrum Projektów i Ekspertyz
- Centrum Zarządzania w Ochronie Zdrowia
- Centrum Zarządzania Finansami i Ryzykiem
- Centrum Społecznej Odpowiedzialności Biznesu i Zarządzania Środowiskowego
- Międzynarodowe Centrum Zarządzania

## Budynki
Wszystkie budynki Wydziału Zarządzania znajdują się przy ulicy Szturmowej 1/3 w Warszawie.
- Budynek A (sala sportowa, aula i sale wykładowe)
- Budynek B (klub studencki, aula i sale wykładowe)
- Budynek C (biblioteka, sala komputerowa, mała aula i sale wykładowe)

## Dziekani
- Grzegorz Karasiewicz (od 2020)
- Alojzy Nowak (2016−2020)
- Jan Turyna(inne języki) (2012–2016)
- Alojzy Nowak (2005–2012)
- Kazimierz Ryć(inne języki) (2000–2005)
- Krystyna Bolesta-Kukułka (1996–2000)
- Marian Górski (1990–1996)
- Karol Sobczak (1987–1990)
- Andrzej Koźmiński (1981–1987)
- Jerzy Więckowski
- Karol Sobczak (1978–1981)[2].

## Wydawnictwa
- European Management Studies

## Organizacje Studenckie
Aktualnie działające:
- Samorząd Studencki
- Biuro Karier
- Koło Naukowe Audytu i Bankowości BANK
- Studenckie Koło Naukowe Finansów
- Koło Naukowe Marketingu „Target”
- Międzywydziałowe Koło Naukowe Innowacji Technologicznych
- Organizacja Studentów Przedsiębiorczych „Enactus”
- Koło Naukowe Przedsiębiorczości
- Koło Naukowe Motoryzacji Uniwersytetu Warszawskiego „Moto UW”
- „Get Ready” – Koło Naukowe Zarządzania Sportem
- Business and Science Club
- Studenckie Koło Naukowe Biznesu w Filmie „Direct”
- Studencka Organizacja Klub Rozwoju Biznesu
- Czasopismo studenckie „UW”

Niegdyś działające:
- Koło Naukowe Zarządzania „Praktyk”
- Interdyscyplinarne Koło Naukowe Prawa i Gospodarki
- Komputerowe Koło Naukowe
- Koło Naukowe Integracji Europejskiej
- Naukowe Koło Matematyczno-Finansowe
- Koło Naukowe Zarządzania Projektami
- Koło Naukowe Zarządzania Personelem
- Studenckie Koło Inicjatywy Dziennikarskiej (prowadziło miesięcznik WuZetka)